# Дримкар
ДримКар — российская группа компаний, одна из крупнейших на юге России, владеющая сетью собственных автосалонов (дилерских центров) в Ставропольском крае. Компания работает с 2002 года. Основной деятельностью компании является аренда и управление нежилым недвижимым имуществом.

## Деятельность
По состоянию на 2012 год в состав автомобильной ассоциации ДримКар входит 20 дилерских центров, представляющих в Ставропольском крае (Ставрополь, Минеральные Воды) автомобили 17 иностранных автомобильных брендов (BMW, Mini, Opel, Chevrolet, GM-AVTOVAZ, Cadillac, Subaru, Nissan, Renault, Porsche, Peugeot, KIA, Hyundai, Infiniti, Jeep, Dodge, Chrysler).

## История
Декабрь 2002 года — автомобильная ассоциация «ДримКар» начала деятельность на автомобильном рынке Ставрополя и Ставропольского края.
2003 год — заключение дилерского договора с компанией «Субару Мотор». Продано 597 автомобилей. Апрель 2004 года — заключение дилерского соглашения с компанией «Дженерал Моторз СНГ». По итогам 2004 г. продано 2255 автомобилей. Май 2005 года — заключение дилерского соглашения с компанией «Порше Руссланд». По итогам 2005 г. продано 4200 автомобилей.
Февраль 2006 года — заключение дилерского договора с ООО «Ниссан Мотор Рус». По итогам 2006 г. продано 6885 автомобилей. Июль 2011 года — заключение дилерского договора с KIA Motors Rus. По итогам года продано 6732 автомобиля. В отношении дочек холдинга рассматривается свыше сотни уголовных дел о мошенничестве. Сумма долга перед розничными клиентами и автомобильными дистрибьюторами составляет порядка 660 млн рублей. Холдинг имеет финансовые обязательства также перед «МДМ-Банком»: долг с учётом невыполненных кредитных обязательств и пенёй превышает 1 млрд рублей. Недавно «МДМ-Банк» подал иск непосредственно к Эмилю Гашимову о взыскании с него 1 255 998 067 рублей и 70 копеек. Однако из-за того, что к исковому заявлению не был приложен документ, подтверждающий уплату государственной пошлины в установленном порядке, суд оставил исковое заявление без движения на срок до 18 декабря. На данный момент неизвестно, были ли устранены выявленные замечания или иск был возвращён банку.
По данным газеты «Ведомости» долг «ДримКара» перед кредиторами (в первую очередь перед «Сбербанком», который активно помогал холдингу в открытии новых автосалонов) в 2010 году сократился с 5,6 млрд рублей до 3,1 млрд рублей после продажи других активов собственника компании «Синдика» Арсена Канокова. Тогда же удалось привлечь к реструктуризации «МДМ-Банк» на 1,1 млрд рублей и дополнительный 400-миллионный кредит.
Сейчас некоторые выкупленные после первой реструктуризации долгов холдинга автомобильные салоны холдинга переоборудованы в торговые и выставочные площади. К таким торговым объектам в скором времени присоединится бывший автосалон Nissan на улице Артёма краевого центра.

## Показатели
По итогам 2011 года ДримКар стал лидером по росту продаж новых автомобилей и суммарной выручке. В рейтинге журнала «АвтоБизнесРевю» Компания заняла 39-е место по обороту с результатом 7,26 млд. рублей (+224 %). Компания занимает долю рынка продаж новых автомобилей иностранного производства 34 % по Ставропольскому краю (по состоянию на 2011 год). Среднесписочная численность работников 750 человек.